# رون إرلاند
رون إرلاند (بالنرويجية البوكمول: Rune Erland)‏ (25 أغسطس 1968 - ) هو لاعب كرة يد النرويج.

## وصلات خارجية
- رون إرلاند على موقع الاتحاد النرويجي لكرة اليد (النرويجية)